# Pseudaonidia corbetti
Pseudaonidia corbetti är en insektsart som beskrevs av Hall och Williams 1962. Pseudaonidia corbetti ingår i släktet Pseudaonidia och familjen pansarsköldlöss. Inga underarter finns listade i Catalogue of Life.